# Max Theiler
Max Theiler (Pretoria, 30 gennaio 1899 – New Haven, 11 agosto 1972) è stato un medico sudafricano, vincitore del Premio Nobel per la medicina nel 1951.

## Biografia
Figlio di un veterinario, frequentò l'Università di Città del Capo laureandosi nel 1918, all'età di 19 anni.
Dopo essersi trasferito a Londra per specializzarsi in medicina tropicale, ottenne l'abilitazione e divenne docente di questa materia nel 1923, all'Università Harvard, a Cambridge (Massachusetts).
Nel 1930 entrò a far parte del programma di studi promosso dalla Fondazione Rockefeller, durante il quale elaborò un vaccino efficace contro la febbre gialla, ciò gli valse il Premio Nobel nel 1951.

## Riconoscimenti
Gli è stato dedicato il cratere lunare Theiler.